# Hipólito Ramos
Hipólito Ramos Martínez (Pinar del Río, 30 januari 1956) is een voormalig bokser uit Cuba. Namens zijn vaderland won hij de zilveren medaille bij de Olympische Spelen van 1980 in Moskou. In de finale van de gewichtsklasse tot 48 kilogram (licht vlieggewicht) verloor hij op punten (3-2) van de Sovjet-Rus Sjamil Sabirov. 

## Erelijst

### Olympische Spelen
- 1980 in Moskou, Sovjet-Unie (– 46 kg)